# Österreich-Rundfahrt 2003
L'Österreich-Rundfahrt 2003, cinquantacinquesima edizione della corsa, si svolse dal 9 al 15 giugno su un percorso di 1108 km ripartiti in 7 tappe, con partenza da Salisburgo e arrivo a Vienna. Fu vinto dall'austriaco Gerrit Glomser della Saeco davanti allo sloveno Jure Golčer e all'austriaco Hans Peter Obwaller.

## Tappe
| Tappa  | Data      | Percorso                               | km   | Vincitore di tappa | Leader cl. generale |
| ------ | --------- | -------------------------------------- | ---- | ------------------ | ------------------- |
| 1ª     | 9 giugno  | Salisburgo > Salisburgo                | 131  | Steffen Radochla   | Steffen Radochla    |
| 2ª     | 10 giugno | Salisburgo > Bad Hofgastein            | 189  | Gerrit Glomser     | Gerrit Glomser      |
| 3ª     | 11 giugno | Bad Gastein > Kitzbühel                | 158  | Gerrit Glomser     | Gerrit Glomser      |
| 4ª     | 12 giugno | Kitzbühel > St.Jakob im Defereggental  | 149  | Nico Sijmens       | Gerrit Glomser      |
| 5ª     | 13 giugno | Lienz > Sankt Kanzian am Klopeiner See | 200  | Matteo Carrara     | Gerrit Glomser      |
| 6ª     | 14 giugno | Sankt Kanzian am Klopeiner See > Graz  | 157  | Nico Sijmens       | Gerrit Glomser      |
| 7ª     | 15 giugno | Vienna > Vienna                        | 124  | Tom Steels         | Gerrit Glomser      |
| Totale | Totale    | Totale                                 | 1108 |                    |                     |

## Dettagli delle tappe

### 1ª tappa
- 9 giugno: Salisburgo > Salisburgo – 131 km

| Pos. | Corridore        | Squadra  | Tempo    |
| ---- | ---------------- | -------- | -------- |
| 1    | Steffen Radochla | Bianchi  | 3h08'39" |
| 2    | Simone Cadamuro  | De Nardi | s.t.     |
| 3    | Bernhard Eisel   | FDJ      | s.t.     |

| Pos. | Corridore            | Squadra                             | Tempo    |
| ---- | -------------------- | ----------------------------------- | -------- |
| 1    | Steffen Radochla     | Bianchi                             | 3h08'29" |
| 2    | Simone Cadamuro      | De Nardi                            | a 4"     |
| 3    | Martin Fischerlehner | ELK Haus Radteam Sportunion Schrems | s.t.     |

### 2ª tappa
- 10 giugno: Salisburgo > Bad Hofgastein – 189 km

| Pos. | Corridore      | Squadra  | Tempo    |
| ---- | -------------- | -------- | -------- |
| 1    | Gerrit Glomser | Saeco    | 4h43'27" |
| 2    | Matteo Carrara | De Nardi | s.t.     |
| 3    | Igor Pugaci    | Saeco    | s.t.     |

| Pos. | Corridore      | Squadra  | Tempo    |
| ---- | -------------- | -------- | -------- |
| 1    | Gerrit Glomser | Saeco    | 7h51'56" |
| 2    | Matteo Carrara | De Nardi | a 4"     |
| 3    | Bernhard Eisel | FDJ      | a 6"     |

### 3ª tappa
- 11 giugno: Bad Gastein > Kitzbühel – 158 km

| Pos. | Corridore        | Squadra   | Tempo    |
| ---- | ---------------- | --------- | -------- |
| 1    | Gerrit Glomser   | Saeco     | 4h03'22" |
| 2    | Jure Golčer      | Volksbank | a 22"    |
| 3    | Ivajlo Gabrovski | MBK       | a 31"    |

| Pos. | Corridore        | Squadra   | Tempo     |
| ---- | ---------------- | --------- | --------- |
| 1    | Gerrit Glomser   | Saeco     | 11h55'08" |
| 2    | Jure Golčer      | Volksbank | a 36"     |
| 3    | Ivajlo Gabrovski | MBK       | a 47"     |

### 4ª tappa
- 12 giugno: Kitzbühel > St.Jakob im Defereggental – 149 km

| Pos. | Corridore        | Squadra    | Tempo    |
| ---- | ---------------- | ---------- | -------- |
| 1    | Nico Sijmens     | Vlaanderen | 4h02'52" |
| 2    | Gerrit Glomser   | Saeco      | s.t.     |
| 3    | Ivajlo Gabrovski | MBK        | s.t.     |

| Pos. | Corridore        | Squadra   | Tempo     |
| ---- | ---------------- | --------- | --------- |
| 1    | Gerrit Glomser   | Saeco     | 15h57'54" |
| 2    | Jure Golčer      | Volksbank | a 42"     |
| 3    | Ivajlo Gabrovski | MBK       | a 46"     |

### 5ª tappa
- 13 giugno: Lienz > Sankt Kanzian am Klopeiner See – 200 km

| Pos. | Corridore      | Squadra          | Tempo    |
| ---- | -------------- | ---------------- | -------- |
| 1    | Matteo Carrara | De Nardi         | 4h44'19" |
| 2    | Petr Herman    | Hervis Copyright | s.t.     |
| 3    | Davy Commeyne  | Palmans          | s.t.     |

| Pos. | Corridore           | Squadra          | Tempo     |
| ---- | ------------------- | ---------------- | --------- |
| 1    | Gerrit Glomser      | Saeco            | 20h42'13" |
| 2    | Jure Golčer         | Volksbank        | a 42"     |
| 3    | Hans Peter Obwaller | Arbö Merida Graz | a 1'08"   |

### 6ª tappa
- 14 giugno: Sankt Kanzian am Klopeiner See > Graz – 157 km

| Pos. | Corridore              | Squadra    | Tempo    |
| ---- | ---------------------- | ---------- | -------- |
| 1    | Nico Sijmens           | Vlaanderen | 3h54'20" |
| 2    | Alessandro Spezialetti | Saeco      | s.t.     |
| 3    | Michel Vanhaecke       | Palmans    | s.t.     |

| Pos. | Corridore           | Squadra          | Tempo     |
| ---- | ------------------- | ---------------- | --------- |
| 1    | Gerrit Glomser      | Saeco            | 24h36'33" |
| 2    | Jure Golčer         | Volksbank        | a 42"     |
| 3    | Hans Peter Obwaller | Arbö Merida Graz | a 1'08"   |

### 7ª tappa
- 15 giugno: Vienna > Vienna – 124 km

| Pos. | Corridore         | Squadra         | Tempo    |
| ---- | ----------------- | --------------- | -------- |
| 1    | Tom Steels        | Landbouwkrediet | 2h41'00" |
| 2    | Allan Bo Andresen | Fakta           | s.t.     |
| 3    | Simone Cadamuro   | De Nardi        | s.t.     |

| Pos. | Corridore           | Squadra          | Tempo     |
| ---- | ------------------- | ---------------- | --------- |
| 1    | Gerrit Glomser      | Saeco            | 27h17'33" |
| 2    | Jure Golčer         | Volksbank        | a 42"     |
| 3    | Hans Peter Obwaller | Arbö Merida Graz | a 1'08"   |

## Classifiche finali

### Classifica generale
| Pos. | Corridore            | Squadra                | Tempo     |
| ---- | -------------------- | ---------------------- | --------- |
| 1    | Gerrit Glomser       | Saeco                  | 27h17'33" |
| 2    | Jure Golčer          | Volksbank-Ideal        | a 42"     |
| 3    | Hans Peter Obwaller  | Arbö Merida Graz       | a 1'08"   |
| 4    | Walter Bonca         | Perutnina Ptuj         | a 1'21"   |
| 5    | Leonardo Bertagnolli | Saeco                  | a 1'29"   |
| 6    | Igor Pugaci          | Saeco                  | a 1'42"   |
| 7    | Rinaldo Nocentini    | Formaggi Pinzolo Fiavé | a 1'43"   |
| 8    | Thomas Rohregger     | Team Hervis Copyright  | a 2'02"   |
| 9    | Pieter Weening       | Rabobank TT3           | a 2'17"   |
| 10   | Rudolf Wentzel       | Vlaanderen-T Interim   | a 2'23"   |